# Personnages de Mirai nikki
 (mai 2024).
Si vous disposez d'ouvrages ou d'articles de référence ou si vous connaissez des sites web de qualité traitant du thème abordé ici, merci de compléter l'article en donnant les références utiles à sa vérifiabilité et en les liant à la section « Notes et références ».
Cet article liste les personnages de Mirai nikki.

## Possesseurs deMirai Nikki

### Yukiteru Amano
Yukiteru Amano (天野 雪輝) dit « First » ou " Numéro 1", est un lycéen timide, peureux et asociable. Il s'imaginait que Deus était son ami imaginaire, il sera vite dépassé par tous les évènements liés au jeu de survie. Son Mirai Nikki, le « Journal de l'observateur  » est un téléphone portable qui lui fournit un grand nombre d'informations sur tout ce qui arrive autour de lui, mais rien sur ce qui lui arrive, il est le « numéro 1 » parmi les 12 propriétaires de journaux.

#### Histoire
Jusqu’à la fin du jeu, Yukiteru fait équipe avec Yuno Gasai, dont le journal lui est lié, donnant tous ses faits et gestes. Elle le sauve tout d’abord de Third et trouve une stratégie pour se débarrasser de lui. Ils doivent ensuite affronter Ninth et font la rencontre de Fourth avec qui ils font alliance, mais Ninth s’enfuit après s’être fait crever un œil par Yukiteru. Ce dernier passe alors du temps avec Yuno, surveillés par Fourth, espérant attirer et piéger Ninth ; passant une nuit chez Yuno, il ouvre une salle étrange et y découvre trois cadavres, dont deux s’avéreront être ceux de ses parents et s’enfuit. Dès lors, Yukiteru se méfie beaucoup de Yuno, mais doit composer avec elle car elle continue à le suivre ; à la poursuite de Ninth qui a été enlevée par Twelfth, ils se rendent au quartier général de la secte de l’Œil Sacré ; ils combattent et vainquent Twelfth qui se fait exploser, puis se débarrassent de Sixth qui tentait de les tuer. La mère de Yukiteru revient à leur domicile et annonce qu’ils vont recevoir un garçonnet dont les parents appartenaient à l’Œil Sacré et ont été tués ; il s’avère que ce garçon est Fifth et cherche à les tuer ; après l’avoir affronté et vaincu, ils sont empoisonnés et ne doivent leur salut qu’à Ninth qui a fait un pacte avec Fourth et vient les sauver.
Yukiteru et Yuno font leur rentrée dans un nouveau collège où ils font la rencontre de plusieurs camarades, dont Aru Akise, un jeune détective ; ensemble, ils doivent faire face aux chiens tueurs de Tenth. Alors qu’ils ont enfin réussi à se sortir d’affaire et que Tenth est mort, Yukiteru et Yuno prennent un peu de temps ensemble en allant à un colloque pour les couples se préparant à un mariage. À leur retour, Fourth les trahit, ayant appris que son fils était malade, et voulant gagner le jeu pour le sauver ; il tente de les tuer avec l’aide des forces de police qu’il contrôle. Ils se réfugient dans l’hôpital où se trouve le fils de Fourth, mais sont attaqués par Ninth que Fourth utilise comme garde du corps. Ils parviennent à retourner Ninth de leur côté et prennent en otage le fils et la femme de Fourth ; grâce à Aru, ils parviennent finalement à faire arrêter Fourth, qui se suicide.
C’est alors que Yuno perd partiellement la mémoire et la raison ; pour protéger Yukiteru, elle l’emmène dans une ville isolée, le drogue et le maintient prisonnier. Aru et les amis que Yukiteru s’est fait lors de son affrontement avec Tenth partent à sa recherche. Ils finissent par le localiser dans un hôtel désaffecté, mais sont piégés par Yuno qui manque de les tuer. Sauvés in extremis par Yukiteru qui est finalement parvenu à se libérer, ils s’enfuient. Ils doivent alors faire face aux « apprentis détenteurs » de Eighth, dont deux se trouvent être Seventh, affrontement durant lequel le père de Yukiteru fait son apparition. Alors que Seventh est enfin vaincu, Yukiteru s’aperçoit avec horreur que son père a poignardé sa mère qui voulait l’emmener à la police. Voulant lui faire avouer sa culpabilité, il le suit, mais ils sont attaqués par les hommes de Eleventh, et le père de Yukiteru est à son tour tué.
Devenant fou de douleur et de rage, Yukiteru décide alors qu’il va gagner le jeu pour devenir Deus et faire revenir ses parents. Avec l’aide de son journal, puis de Yuno qui le rejoint, il massacre les hommes de Eleventh ; en enquêtant à la mairie avec son journal, il découvre son identité, et décide de préparer un plan pour se débarrasser de lui en utilisant Eighth. S’alliant à elle, ils tendent une embuscade à Eleventh en utilisant les journaux d’apprentis des orphelins, mais la trahissent au dernier moment. Eighth est récupérée par Eleventh qui s’enfuit, mais Yukiteru et Yuno les rattrapent. Au moment où ils s’apprêtent à les tuer, Ninth surgit avec Aru et les arrêtent : ce dernier a découvert que Yuno est une usurpatrice, l’analyse ADN ayant confirmé que le troisième cadavre trouvé chez Yuno était elle-même. Eleventh profite de la confusion pour s’enfuir avec Eighth et se sert d’elle pour relier ses super-ordinateurs HOLON à son serveur, et distribuer des journaux du futur à toute la ville. Ninth décide de tuer Eleventh, et parvient à détruire un des ordinateurs avec l’aide de Nishijima. S’alliant aux amis de Yukiteru, ils s’attaquent aux deux autres ordinateurs permettant à Yukiteru et Yuno de faire diversion pour attaquer Eleventh. Nishijiima est tué, ce qui met Ninth en colère ; elle menace Yukiteru de le tuer s’il échoue à tuer Eleventh. Ce dernier s’enferme dans un coffre de la banque Gasai qui ne peut être ouvert que par lui ou un membre de la famille Gasai ; pensant que Yuno n’est pas la vraie, il se croit en sécurité. Ninth tente alors de tuer Yukiteru, mais ce dernier parvient à la piéger et la blesser mortellement ; Ninth se fait exploser contre la porte du coffre sans résultat. Yuno arrive, ouvre la porte et tue Eleventh pendant que Yukiteru détruit l’ordinateur.
Deus commence à se déliter et la fin du monde est proche ; plusieurs boules noires apparaissent, détruisant partiellement la ville. Aru a récupéré Eighth et donne rendez-vous à Yukiteru et Yuno ; il prévient Yukiteru qu’il ne pourra pas faire revivre ses parents ni toutes les personnes qu’il a tué, même s’il devient Deus ; Yuno l’accuse de trahison et l’attaque pendant que Yukiteru part à la poursuite de Eighth qui est escortée par ses amis. Yuno est vaincue par le journal qu’Aru a obtenu par Eighth et se poignarde elle-même pour le tromper. Alors qu’Aru va rejoindre Yukiteru, elle appelle ce dernier, lui disant que ses amis l’ont trahi. Yukiteru tue ses amis et Eighth, tandis que Yuno surgit et tranche la gorge d’Aru. Celui-ci comprend soudainement que Yuno ne vient pas de ce monde, qu’elle a déjà gagné le jeu et est revenue dans le temps en tuant son alter ego, créant un nouveau monde ; il tente d’avertir Yukiteru en écrivant sur son portable pour lui montrer, mais ce dernier ne comprend pas.
Yukiteru et Yuno passent ensemble les derniers jours avant la fin du monde, et finissent par s’unir un jour avant la date prévue par le journal de Yuno, mais juste après, quand Yukiteru demande à Yuno ce qu’Aru a voulu dire, celle-ci cherche à le tuer. Murmur, l’assistante de Deus arrive et explique à Yukiteru comment et pourquoi la Yuno du premier monde est revenue après être devenue Deus. Ayant décidé dans le premier monde un suicide commun avec Yukiteru, elle n’avait pas avalé le poison afin de pouvoir le ressusciter en devenant Deus ; voyant qu’elle ne pouvait pas, elle était revenue dans le temps pour passer à nouveau du temps avec lui, avec l’assistance de Murmur. Ils se retrouvent sur une sphère flottante dans les airs créée par Murmur et Yukiteru chute dans le vide ; au moment où Murmur s’apprête à déclarer Yuno la gagnante du jeu, Ninth qui a été sauvée par Deus lui-même pour contrebalancer les combines de Murmur et Yuno survient et sauve Yukiteru grâce aux pouvoirs de Deus dont une partie lui a été transmise. Yuno et Murmur retournent dans le passé deux ans avant le début du jeu formant ainsi le troisième monde, suivies par Ninth et Yukiteru. Tandis que Ninth est mise hors de combat par Murmur, libérée du sceau qui restreignait ses pouvoirs par Yuno, Yukiteru est scellé dans une réalité fictive où tous ses rêves sont réalisés et se retrouve avec ses parents. Yuno parle avec son alter ego du troisième monde, tentant de se persuader que son futur la rendra malheureuse et qu’elle doit la tuer ; au moment où elle se résout à le faire, les parents de la Yuno du troisième monde interviennent pour la protéger, grâce aux fluctuations que les personnes du second monde ont provoqué en s’introduisant dans le troisième. Yukki finit par se rendre compte que quelque chose cloche dans son monde virtuel idéal ; il brise sa prison au moment où Yuno s’apprête à tuer celle du troisième monde avec ses parents, et l’arrête. Le futur de tous les participants change, et Yuno se poignarde elle-même, faisant de Yukiteru le Deus du second monde. Ce dernier devient alors le dieu dépressif d’un monde vide avec la Murmur du second monde qui avait été emprisonnée par celle du premier monde. Dix-mille ans après, il n’a rien créé et pense continuellement à Yuno, pensant qu’un monde sans elle n’a aucun intérêt.
Dans le manga, la Yuno du troisième monde a obtenu les souvenirs de la Yuno du premier monde, aidée par le Murmur du premier monde ; avec la Murmur du troisième monde, elles créent un passage dans l’espace temps entre le second et le troisième monde ; la Yuno du troisième monde invite Yukiteru dans le troisième monde, où ils retrouvent Deus qui annule son jeu et en fait ses héritiers. Dans l’anime, les retrouvailles entre Yukiteru et Yuno ne sont que suggérées : Yukiteru voit son journal prédire la visite soudaine de Yuno et entend soudainement la voix de Yuno crier « Yukiiii ! »… L'OAV Mirai Nikki Redial (tiré du one shot du même nom et du même auteur que le reste de la série) nous montre comment la Yuno du troisième monde récupère les souvenirs de la Yuno du premier monde et finit par rejoindre Yukiteru, leur permettant de vivre enfin ensemble dans le troisième monde, après être allés contempler les étoiles ensemble.
Quant au Yukiteru du troisième monde, il a une vie heureuse avec ses parents qui ne se sont pas séparés ; il a pu vivre ses rêves, a une vie sociale plus épanouie que le Yukiteru du second monde, et est en couple avec sa déléguée de classe.

### Yuno Gasai
Yuno Gasai (我妻 由乃) dit « Second » est la camarade de classe de Yukiteru ; excellente élève et soi-disant fiancée de Yukiteru, elle fait tout pour le protéger, même au prix de sa vie, le suivant tout au long du jeu. Elle souhaite que Yukiteru gagne, mais ne sait pas contrôler ses réactions et cache de lourds secrets. Son Mirai Nikki, le « Journal de l'amour » est un téléphone portable qui lui fournit des informations sur le futur de Yukiteru dix minutes à l'avance.  Elle est nommée d'après la déesse romaine Junon. Dans un sondage effectué par Biglobe en 2013, Yuno Gasai est considérée comme étant le personnage yandere le plus populaire

#### Histoire
Jusqu’à la fin du jeu, Yuno fait équipe avec Yukiteru.
Ayant eu une enfance misérable dans une famille riche avec une mère adoptive maltraitante et un père adoptif absent, la Yuno du premier et celle du deuxième monde ont fini par droguer leurs parents, les enfermer dans une cage et les laisser mourir de faim. Devenue démente, elle a continué de parler aux cadavres comme s’ils étaient vivants et à vivre dans sa demeure se ruinant. Lorsqu’elle et Yukiteru remplissent des formulaires pour leur avenir scolaire, elle promet à celui-ci de devenir sa fiancée, pour l’encourager dans ses rêves ; cette promesse tourne bientôt à l'obsession morbide et au harcèlement textuel. À la fin du jeu, lorsqu’elle fait semblant de se suicider avec Yukiteru, elle obtint finalement les pouvoirs de Deus et tente en vain de ramener celui qu'elle aime. Folle de rage de ne pouvoir y parvenir, elle remonte le temps, crée le deuxième monde et assassine son alter-ego avant le début du jeu.
À la fin du deuxième monde, alors que Yukiteru et elle vivent les derniers instants de l'univers, elle tente de le tuer parce qu’il refuse de la tuer pour finir le jeu. En remontant le temps plus loin, aidée de la Murmur du premier monde, elle crée le troisième monde où elle tente d’éliminer son alter-ego enfant. De nombreuses décisions accidentelles surviennent, passant d'un combat explosif à l'enfermement de Yukiteru dans un monde virtuel. Yuno, perdant ses moyens et sa raison, se persuade que son amour pour ce dernier n'était qu’un mensonge. Au moment où elle va tuer son alter ego et ses parents du troisième monde, Yukiteru se libère et l'empêche de commettre ce crime. Dans un éclair de lucidité, elle réalise sa folie et décide de mettre fin à cette boucle temporelle qui pourrait ne jamais se finir, Yuno se suicide et laisse Yukiteru seul dieu du deuxième monde, mais complètement solitaire dans le néant d'un monde anéanti.
Dans le troisième monde, Yuno est heureuse et n’a pas tué ses parents, la folie de sa mère s’étant améliorée et son père passe moins de temps à son travail. Le journal qu’elle tient n’est plus sur Yukiteru, mais sur sa famille. Dans l'OAV, elle a la vague impression d’avoir oublié quelque chose d’important. Dans le manga Mirai Nikki:Redial, elle a de très vagues souvenirs de la scène ou son alter ego a tenté de la tuer elle et ses parents et se souvient de la silhouette de Yukiteru du deuxième monde ce qui l'amène à vouloir observer le Yukiteru de son monde mais Akise cherche à l'en empêcher.
Dans le manga et l'OAV Redial, aidée par Murmur du premier monde, elle obtient les souvenirs et les émotions de la Yuno du premier monde conservées par cette dernière après avoir absorbé son corps puis retrouve le Yukiteru du second monde, fusionnant alors le deuxième et le troisième monde où ils deviennent les héritiers de Deus. Dans l’anime, l'histoire se termine sur Yukiteru désespérant dans sa solitude, mais l’OAV Mirai Nikki Redial vient compléter l'anime en concentrant l'histoire de la fin du tome 12 (suicide de Yuno du deuxième monde) aux retrouvailles de Yuno du troisième monde avec Yukiteru du deuxième monde.
Pour l'auteur du manga, Sakae Esuno, c'est le personnage le plus complexe de l'histoire.

### Takao Hiyama
Takao Hiyama (火山 高夫) dit « Third », est un tueur en série. Son Mirai Nikki, le « Journal du tueur »  est un téléphone portable qui lui fournit tous les détails de ses crimes à venir. Il est également le professeur d’anglais de Yukiteru et Yuno au début de l’histoire.

#### Histoire
Alors que Third devait tuer Yukiteru, Yuno intervient et perturbe son meurtre, en emmenant sa cible sur le toit de l’immeuble. Alors qu’il sort son portable pour localiser Yukiteru à nouveau, celui-ci le détruit avec une fléchette, signant la fin de Third, premier éliminé du jeu. On voit dans un flash-back qu’il avait auparavant affronté Ninth, qui lui avait finalement échappé.
Dans le troisième monde, il est arrêté par Twelfth avant de pouvoir commettre un meurtre, et envoyé en prison où Twelfth vient lui rendre souvent visite pour prendre de ses nouvelles.

### Keigo Kurusu
Keigo Kurusu (来須 圭悟) dit « Fourth », est un inspecteur de police. Son Mirai Nikki, le « Journal de l’enquêteur », un téléphone portable qui lui permet d'obtenir toutes les informations sur une enquête à partir du moment où un crime est commis. 

#### Histoire
Au début de l’histoire, devenir Deus n’intéresse pas Fourth, et il décide d’utiliser son journal pour éviter que les participants s’entretuent et pour arrêter les plus dangereux d’entre eux (psychopathes, criminels…). De fait, lors de sa première apparition, il protège Yukiteru et Yuno de Ninth qui a truffé leur lycée d’explosifs. Il collabore ensuite avec eux pour tenter de retrouver la jeune terroriste, ce qui les amène au quartier général de la secte de l’Œil Sacré. À la fin de l’incident qui voit la fin de Sixth et Twelfth, il décide de laisser Ninth partir après avoir échangé son email avec elle. Durant une longue période, ils collaborent ensemble en s’échangeant des informations, notamment sur l’infiltration de Fifth dans la maison de Yukiteru, où Ninth intervient pour sauver les jeunes gens.
Quelque temps après, Keigo apprend que son fils est atteint d’une maladie incurable et n’a plus que quelques mois à vivre ; changeant ses objectifs radicalement, il décide de gagner le jeu pour pouvoir le sauver. Continuant sa collaboration avec Ninth, il va tuer Tenth et s’arrange pour faire accuser Yukiteru et Yuno, pour que durant leur interrogatoire, Yuno lui tire dessus afin d’avoir un motif pour les tuer. Dans leur cavale, les deux adolescents se retrouvent à l’hôpital où est le fils de Keigo ; ils y trouvent Ninth qui essaie de les tuer, mais Yukiteru retourne la situation, la forçant à collaborer avec eux. Ils prennent en otage la femme et le fils de Keigo, ce qui n’empêche pas celui-ci de passer à l’assaut. Après plusieurs explosions, Keigo est tenu en joue par Yukiteru, mais menace d’égorger Yuno. Juste après avoir été atteint par le tir de Yukiteru, son subordonné survient avec Ninth qui lui a révélé les intentions de Keigo, enregistrement à l’appui. Mis en état d’arrestation, il se suicide en brisant son journal de l’enquêteur devenu inutile à partir du moment où il a été relevé de ses fonctions, et fait promettre à Ninth de prendre soin de son fils, avant de disparaître.
Dans le troisième monde, il a été averti au téléphone par Ninth venant du second monde que son fils était malade du cœur, et que si la maladie était examinée à temps, il pourrait vivre plus longtemps. Il vit heureux avec sa femme et son fils qui n’a plus besoin d’être alité.

### Reisuke Houjou
Reisuke Hôjô (豊穣 礼佑), dit « Fifth », est un garçonnet de cinq ans appartenant à la secte de l’Œil Sacré. Son Mirai Nikki, le « journal du dessin » est un cahier de dessin qui révèle son avenir trois fois par jour (matin, midi et soir).

#### Histoire
Les parents de Fifth ont été tués par Yuno lors de l’échec du plan de Sixth, et le garçonnet s’arrange pour être recueilli par la mère de Yukiteru. Une fois dans la maison, il complote pour obtenir la mort de Yukiteru et Yuno, pas tant pour venger ses parents (avec lesquels il s’ennuyait), que parce qu’il souhaite être une élite, et vaincre ce qu’il considère être le duo parfait que forment First et Second avec leurs journaux complémentaires, bien supérieurs au sien. Après plusieurs échecs, il parvient à empoisonner Yukiteru avec un gaz, et propose un jeu de cache cache à Yuno pour obtenir l’antidote. Après avoir piégé la jeune fille, il s’apprête à l’achever, mais Yukiteru le blesse d’une fléchette, permettant à Yuno de le poignarder à travers son journal. Ayant apprécié le « jeu », et bon joueur, il leur laisse l’antidote avant de disparaître.
Dans le troisième monde, il est heureux avec ses parents qui n’ont pas été tués.

### Tsubaki Kasugano
Tsubaki Kasugano (春日野 椿) dit « Sixth » est une jeune clairvoyante à la tête d’une secte, appelée l'« Œil Sacré ». Son Mirai Nikki, le « Journal de la clairvoyance » est un parchemin qui lui permet de lire à l’avance tous les rapports de ses fidèles ; avant de le recevoir, elle les consignait dessus à la main. Celle-ci ne peut rien voir au-delà de ses mains.

#### Histoire
Les  parents de Sixth, ayant créé la secte tournant autour d’elle sont tués par une bombe piégée dans leur voiture placée par un des fidèles voulant prendre le contrôle de la secte. Elle devient l’exutoire sexuel de ses fidèles, qui se « lavent » en la violant. À la suite de la disparition du dernier vestige lui venant de sa mère, une balle, elle devient folle, et décide de gagner le jeu pour devenir Deus et effacer le monde.
Elle se sert de Ninth comme appât, prévoyant d’éliminer First, Second et Fourth, mais elle est prise pour cible par Twelfth qui prend le contrôle de ses fidèles en les hypnotisant. Après la mort de Twelfth, elle prend Yuno en otage pour attirer Yukiteru qui s’était enfui. Alors qu’elle s’apprête à donner Yuno en pâture à ses fidèles, Yukiteru surgit et détruit son journal avec une fléchette, causant la fin de Sixth.
Dans le troisième monde, la bombe qui devait tuer ses parents est découverte et le fidèle qui l’avait posée arrêté ; elle n’est pas violée et a une vie heureuse avec ses parents, et décrète que l’Œil Sacré a pour but d’aider les personnes faibles.

### Ai Mikami et Marco Ikusaba
Ai Mikami (美神 愛) et Marco Ikusaba (戦場 マルコ) dits « Seventh » est un jeune couple soudé ne vivant que l'un pour l'autre. Ils sont tous les deux orphelins, abandonnés par leurs parents, et ont été élevés dans l'orphelinat de Eighth. Leur Mirai Nikki, le « Journal de l'échange » est composé de deux téléphones portables, qui leur permettent de voir leur futur réciproque.

#### Histoire
Voulant tendre une embuscade à Yukiteru et Yuno, Ai et Marco reçoivent de Eight des téléphones spéciaux issu du « journal de la propagation » ; Marco possède donc en plus de son journal un « journal du bagarreur » qui lui donne des indications sur les combats qu’il va mener, et Ai possède un « journal de la drague » avec des informations sur les jeunes gens qu’elle aimerais draguer. Ils s’introduisent dans le manoir où sont réfugiés First et Second, et les attaquent, mais Aru Akise coupe l’antenne relai à proximité permettant à leurs journaux supplémentaires de recevoir les informations du serveur gérant le journal de Eight. Utilisant leurs vrais journaux, ils poursuivent leur attaque et volent les journaux de Yukiteru et Yuno qu’ils ne détruisent pas, pour avoir des informations. Plus tard, ils demandent à Yukiteru et Yuno de venir dans une tour en passe d’être détruite, accompagnés du père de Yukiteru. En arrivant, ils voient leurs journaux posés sur la table ; alors que le combat s’engage, ils s’aperçoivent au cours de l’action que les journaux sont des répliques ; en attaquant Ai, Yuno récupère leurs véritables journaux. Alors que la tour commence à exploser, Yuno sauve Yukiteru d’une chute ; pendant ce temps Ai et Marco se dirigent vers le sommet avec des parachutes. Yuno conçoit un plan pour les attaquer ; faisant croire que Yukiteru est dans une salle annexe grâce à son faux journal, qu’elle se laisse voler par Ai, elle sépare le couple, Marco partant chercher Yukiteru, qui surgit et tente de détruire le journal de Ai. Impuissant, au loin, Marco voit Yuno blesser gravement Ai à la gorge. Une nouvelle explosion les isolent, tandis que le père de Yukiteru s’enfuit avec le parachute de Ai. Blessé à mort, Marco parvient à les libérer des gravats pour aller rejoindre sa bien-aimée et mourir avec elle, après leur avoir donné son parachute.
Dans le troisième monde, ils vivent ensemble heureux et prennent souvent des nouvelles de l’orphelinat ; Ai est enceinte et Marco décide de travailler dur pour faire vivre sa famille à venir.

### Kamado Ueshita
Kamado Ueshita (上下 かまど), dit « Eighth », est la directrice de l’orphelinat « Mère du Village ». Elle adore s'occuper des enfants, et devient une mère pour eux. Elle n’a pas envie de devenir Deus, mais les enfants de son orphelinat souhaitent qu’elle le devienne pour créer un monde meilleur. Son Mirai Nikki, le « Journal de la propagation », lui permet de donner des journaux du futur à des « apprentis détenteurs de journaux du futur » ; les journaux ainsi créés sont à l'image de leur détenteur, mais ne peuvent fonctionner sans une connexion au serveur qui gère le journal de Eighth.

#### Histoire
Eighth surveille les détenteurs de journaux par l’intermédiaire des apprentis, et envoie Seventh lorsqu’elle repère Yukiteru et Yuno par l’intermédiaire du journal de Ouji Kosaka. Après la mort de Seventh, le maire de la ville, Eleventh, profite de l’incident pour faire fermer l’orphelinat, voulant faire main basse sur son journal serveur. Elle s’allie alors avec Yuno et Yukiteru, pour tuer Eleventh, mais est trahie par eux. Capturée par Eleventh, elle doit coopérer en offrant son serveur pour rendre tous les gens de la ville apprentis détenteurs, mais la combine de Eleventh rate partiellement à cause de l’action de Ninth et Masumi Nishijima. Après la mort d’Eleventh, elle est ramenée par Aru Akise et les amis de Yukiteru, qui tentent de la sauver, mais est finalement tuée par Yukiteru aidé de Yuno.
Dans le troisième monde, elle se lie d’amitié avec le maire qui aide financièrement son orphelinat, et vit heureuse avec ses orphelins.

### Minene Uryuu
Minene Uryû (雨流 みねね), dit « Ninth », est une terroriste maniaque des bombes ; elle n’a aucune pitié quand il s'agit de tuer un autre participant du jeu, et se moque bien des dommages collatéraux. Elle souhaite devenir Deus pour créer un monde où plus personne ne serait traité comme elle, lorsqu'elle était petite. Son journal, le Journal de l'évasion, lui donne toutes les informations nécessaires pour s'échapper sans se faire prendre.

#### Histoire
Ayant passé son enfance au Moyen-Orient, Ninth y a perdu ses parents et vécu une période très difficile, risquant sa vie pour se nourrir et côtoyant la mort à chaque instant. Lorsqu’elle est en difficulté, son fantôme d’elle petite lui apparaît, pleurant.
Elle attaque l’école de Yukiteru pour piéger Fourth et le tuer, mais Yukiteru parvient à déjouer son plan avec l’aide de Yuno. Il lui plante une fléchette dans l’œil gauche et la force à s’enfuir. Blessée, elle est récupérée par Twelfth qui la drogue, lui enlève son œil blessé, et l’amène à la secte de l’Œil Sacré pour attirer Fourth. À la suite de la mort de Sixth, elle s’enfuit avec Fourth qui la libère et décide de coopérer avec elle. Elle agit à nouveau à la suite de l’attaque de Fifth dans la maison de Yukiteru pour sauver ce dernier. Interceptant Yukiteru et Yuno dans l’hôpital, elle comprend finalement que Fourth va la tuer et se range de leur côté. Après qu’ils ont vaincu Fourth, elle retrouve l’inspecteur Nishijima qu’elle avait rencontré lors d’un affrontement avec Third. Celui-ci tombe amoureux d’elle, et ils collaborent. Elle reste également en contact avec le jeune détective Aru Akise, qu’elle accompagne pour arrêter Yukiteru et Yuno au moment où ils s’apprêtent à tuer Eleventh et Eighth. Plus tard, elle décide de tuer Eleventh, que l’inspecteur Nishijima est censé protéger, et suit ce dernier jusqu’au lieu où se trouve l’ordinateur HOLON. Se rendant compte trop tard que le journal d’Eleventh est plus puissant que le sien, elle est piégée, et sauvée par l’inspecteur Nishijima qui décide de rester de son côté. Ils détruisent l’ordinateur, mais se rendent compte qu’il y en a deux autres au sommets de deux tours. L’inspecteur Nishijima lui avoue son amour et lui demande de l’épouser ; elle accepte de vivre avec lui, si Eleventh meurt. S’alliant aux amis de Yukiteru, ils attaquent, mais le journal d’Eleventh fait à nouveau la différence, ! l’inspecteur Nishijima est tué en la protégeant. Furieuse contre Yukiteru qui les a utilisé pour faire diversion et est responsable de la mort de celui qu’elle aimait, elle cherche à le tuer quand celui-ci échoue à tuer Eleventh. Yukiteru la piège et la blesse mortellement ; elle décide alors d’utiliser la bombe qui se déclenchera à l’arrêt de son cœur pour faire sauter la porte du coffre ou Eleventh s’est enfermé. Au moment de l’explosion, qui n’endommage pas la porte, Deus la sauve et lui demande de l’aider, car Murmur favorise Second. Elle intervient donc avec des supers-pouvoirs donnés par Deus au moment où Yuno va être déclarée gagnante du jeu, et combat Murmur, mais se fait mettre à terre et perd son bras droit. Elle est retrouvée par l’inspecteur Nishijima du troisième monde, et fait sa vie avec lui.
Dans le troisième monde, elle est une terroriste notoire, tandis que son alter ego du second monde vit avec l’inspecteur Nishijima avec lequel elle a eu deux enfants dont un au moins a des pouvoirs surnaturels. Elle est poursuivie par la police de la ville, et Minene se moque de son mari en lui disant de faire de son mieux pour l’attraper une deuxième fois.

### Karyûdo Tsukishima
Karyûdo Tsukishima (月島 狩人) dit « Tenth », est un éleveur de chiens. Son Mirai Nikki, le « Journal de l'éleveur » est un téléphone portable qui lui permet de connaître les futures actions de ses chiens et de pouvoir les diriger.

#### Histoire
Tenth utilise ses chiens et son journal pour tuer plusieurs personnes qu’il soupçonne être détentrices d’un journal. Devenu renommé comme tueur en série aux méthodes particulièrement atroces (corps démembrés et dévorés), il est traqué par Ninth et un jeune détective nommé Aru Akise, qu’il soupçonne d’être un des participants du jeu. Se sentant acculé, il lègue son journal à sa fille Hinata pour piéger Aru et « repartir de zéro ». Hinata joue la comédie pour attirer plusieurs de ses camarades de classe, dont Aru, Yukiteru et Yuno dans un parc où ils sont attaqués par les chiens. Après une confrontation dans un observatoire, ils fuient après avoir blessé l’amie d’Hinata ; cette dernière, folle de chagrin lance les chiens à leurs trousses, mais Yukiteru décide de revenir et de raisonner Hinata qu’il veut garder comme amie ; avec l’aide de Yuno, ils parviennent à immobiliser les chiens et à la convaincre. La voix de Karyûdo surgit alors de l’émetteur d’un des chiens ; il a été rattrapé par Fourth qui s’apprête à lui mettre une balle dans la tête. Avant de mourir, il dit à sa fille qu’elle a fait le bon choix, et met Yukiteru en garde contre les autres mauvaises personnes qui pourraient rôder autour de lui, mais surtout contre celles qui semblent avoir de bonnes intentions à son égard.
Dans le troisième monde, il vit heureux avec sa fille Hinata, lui transmettant sa passion pour l’élevage. Les amis de sa fille, Aru, Ouji Kosaka et Mao viennent souvent leur rendre visite.

### John Bax
John Bax (ジョン・バックス)  dit « Eleventh » est le maire de la ville. C'est lui qui a conçu les journaux du futurs avec l'aide de Deus. Son Mirai Nikki, le « Journal du veilleur » est un téléphone portable qui lui permet d’espionner tout ce qui est écrit dans les journaux des autres détenteurs.

#### Histoire
Eleventh commence à agir en même temps que Seventh, demandant au père de Yukiteru de détruire le portable de son fils en échange de l’effacement de sa dette. Celui-ci ayant échoué, il le fait poignarder par ses hommes de main qu’il lance à la poursuite de Yukiteru. Il est attaqué par ce-dernier et Yuno qui se sont alliés avec Eighth et manque de se faire tuer, mais parvient à s’enfuir avec Eighth grâce à l’intervention d’Aru Akise. Branchant le journal serveur de Eighth sur son super-ordinateur HOLON, il prévoit de donner un journal du futur à tous les habitants de la ville pour créer une civilisation d’hommes avec un nouveau niveau d’évolution. Ses plans sont contrecarrés par Ninth et Masumi Nishijima qui détruisent un des HOLON, puis par l’attaque combinée de Ninth, de Yukiteru et ses amis et de Yuno qui vont détruire les autres ordinateurs situés dans des tours. Pour se protéger, il s’enferme dans un coffre de la banque appartenant à la famille Gasai, pensant que Yuno est une fausse et qu’elle ne pourra pas ouvrir la porte. Après l’échec de Ninth qui se fait exploser contre la porte, il est tué par Yuno qui rentre avec le scanner rétinien contrôlant la porte.
Dans le troisième monde, il se rend compte lors de ses recherches que les journaux du futur prévoient la fin du jeu et sa mort, et que le vainqueur ne sauvera pas le monde mais retournera dans le passé ; il interrompt donc la préparation du jeu, avec l’accord de Deus, qui va chercher un autre moyen de déterminer son successeur. Il devient ensuite ami avec Kamado Ueshita, la directrice de l’orphelinat « Mère du village », qu’il aide financièrement.

### Yomotsu Hirasaka
Yomotsu Hirasaka (平坂 黄泉), dit « Twelfth », est un aveugle se prenant pour un justicier ; son acuité auditive extraordinaire lui permet de se déplacer et de se battre, et il a également un don pour hypnotiser les autres et leur faire faire ce qu’il veut. Son Mirai Nikki, le « Journal du justicier » est un enregistreur vocal sur lequel il consignait ses actions de justicier ; il lui donne par avance ses actions, et les victimes qui auront besoin d’aide.

#### Histoire
Conscient des rituels sataniques ayant lieu dans le temple de la secte de l’Œil Sacré, et ayant reçu l’annonce de sa propre mort par son enregistreur, Twelfth décide d’emporter Sixth avec lui. Il hypnotise ses fidèles afin qu'ils s'entretuent et perturbe le plan de Sixth qui comptait se débarrasser de Yukiteru, Yuno et Keigo. Alors qu’il se précipite pour se faire exploser avec Sixth, Yuno lui tranche la gorge avec une hache.
Dans le troisième monde, il arrête Third avant que celui-ci ne puisse commettre un meurtre, et l’envoie en prison, où il vient lui rendre souvent visite pour prendre de ses nouvelles.

## Les organisateurs du jeu

### Deus Ex Machina
Deus Ex Machina (デウス・エクス・マキナ) (ou simplement Deus) est le dieu de l'espace-temps. C'est lui qui lance le jeu dans le but de trouver son successeur. Bien que ses pouvoirs soient très grands, il n'est pas omnipotent, il ne peut notamment pas ressusciter les morts.

### Murmur
Murmur (ムルムル) est la petite assistante violette de Deus ; plutôt mystérieuse, elle l’aide dans la gestion du jeu, notamment en transmettant les journaux du futur aux participants.
Sous la forme d’une petite fille adorant les manga shōjo, elle paraît inoffensive, mais la Murmur du premier monde se révèle être la principale antagoniste, ayant manigancé le remplacement de la Yuno du second monde par celle du premier, et emprisonné son alter ego du second monde, par amusement.
Dans le volume Paradox qui explore une trame temporelle parallèle, elle remplace Yuno en tant que détenteur du second Mirai Nikki, et demande à Aru Akise de remplacer Yukiteru.

## Les amis de Yukiteru

### Aru Akise
Aru Akise (秋瀬 或) est un jeune détective qui garde un œil sur les évènements, sur Yukiteru Amano et Yuno Gasai. Il est aussi amoureux de Yukiteru et le lui fait savoir en l'embrassant juste avant de mourir, tué par Yuno ; il cherchera à le sauver tout le long du jeu. Il fera pour cela équipe avec Mao, Hinata et plus tard, Eighth. Cette dernière lui confiera un Miraï Nikki lui permettant de prédire le futur de n'importe quel détenteur de journal. Dans le même temps, il apprend qu'il n'est en réalité qu'une création de Deus, l’« Observateur », ayant pour but de scruter et d'analyser le monde qui l'entoure. Il agit de ce fait indépendamment d'une quelconque volonté, hormis celle de Deus, qui le contrôle à sa guise jusqu'à l'obtention de son Mirai Nikki.
Durant la série, il cherche à découvrir les origines de la folie de Yuno, en partenariat avec Fourth puis Nishijima. Peu avant sa mort, il lève le mystère sur la réelle identité de Yuno, mais n'a pas le temps de la prouver au grand jour.
Dans le volume spécial Paradox, il remplace à la demande de Murmur Yukiteru qui a été tué au début de cette trame parallèle en tant que First ; il est censé agir exactement comme celui-ci, mais préfère agir différemment. 

### Ouji Kosaka
Ouji Kosaka (高坂 王子, Kōsaka Ōji) est un camarade de classe de Yukiteru Amano qu'il malmenait ; il devient son ami durant le jeu, et possède le journal de l'apprenti, le « Kosaka King Diary » qui prédit ses succès.

### Hinata Hino
Hinata Hino (日野 日向) est la fille de Tenth et devient une bonne amie de Yukiteru après que celui-ci change d'école à la suite de la destruction provoquée par les combats entre Ninth, Fourth, Second et lui de l'établissement où il allait précédemment. Elle est la meilleure amie de Mao.

### Mao Nonosaka
Mao Nonosaka (野々坂 まお) est la meilleure amie de Hinata et porte avec elle un appareil photo, pour prendre Hinata dans des moments gênants et tripote constamment sa poitrine pour que sa poitrine grossisse. On pourrait aussi avoir l'impression qu'elle est amoureuse de Hinata.

## Autres

### Masumi Nishijima
Masumi Nishijima (西島 真澄) est un jeune inspecteur de police qui fait la rencontre de Ninth peu de temps après le début du jeu. Souhaitant tout d'abord remplir sa mission et l'arrêter, il se retrouve séduit par son caractère et comprend rapidement qu'elle est en danger. Néanmoins, Ninth lui tire dessus lorsqu'elle est hors de danger.
Plus tard, on découvre que Nishijima travaille avec Fourth, qui manipule ses inspecteurs à sa guise pour tenter de gagner de jeu. Lorsque ce dernier tente d'assassiner Yuno et Yukiteru à l'hôpital, Nishijima essaie de faire comprendre à son chef que ses intentions honnêtes ont disparu, et qu'il n'agit plus que pour lui-même. Nishijima rencontre alors par hasard Ninth, avec qui Fourth collaborait pour en finir avec Yuno et Yukiteru, et découvre que celle-ci a de nouveau changé de camp. Il assiste à la mort de Fourth, tué par Ninth, et innocente Yuno et Yukiteru, alors en fuite et accusés d'avoir assassiné Tenth.
Après les événements de l'hôpital, Nishijima trouve le journal tenu par l'enquêteur, et cherche avec Aru Akise à découvrir les identités de chaque joueurs afin de mettre fin au jeu. C'est en outre grâce à lui qu'Akise réussira à collecter des informations sur Yuno. Entretemps, il reste en contact avec Ninth, en lui faisant part de certaines informations pour l'aider à réussir sa quête, et continue à développer des sentiments pour elle. Il se déclare finalement lors d'une attaque de Eleventh, en lui demandant de l'épouser et de porter son enfant ; néanmoins, alors qu'elle commence à son tour à tomber amoureuse, Nishijima meurt en la protégeant lors de l'assault pour en finir avec Eleventh.
Dans le troisième monde, il se marie avec elle et ils ont deux enfants.

### Rea Amano
Rea Amano (天野 礼亜) est la mère de Yukiteru. Elle est programmeuse de jeux vidéo et une femme très compréhensive: elle laisse par exemple Yuno rester une nuit avec Yukiteru, et ne lui posera pas de question avec la mort de Fourth. Yukiteru comprend donc que sa mère dont il s'est éloigné depuis son divorce ne veut que son bonheur. Il essaye de se rapprocher d'elle mais elle meurt poignardée par son ex-mari en voulant l’emmener au poste de police pour avoir laissé Yukiteru face à une mort certaine durant l'explosion d'une des tours de Tokyo.
Dans le troisième monde, elle vit heureuse avec son mari et son fils.

### Kurô Amano
Kurô Amano (天野 九郎) est le père de Yukiteru. Pour annuler ses dettes s'élevant à 3 millions de yens, il tente de détruire le portable de son fils sur la demande de Eleventh, sans savoir que ça le tuerait. Il essaye pourtant malgré son divorce et son rapport à l'argent de se rapprocher de lui, mais se rendra compte de son erreur après avoir assassiné son ex femme l'accusant de ne pas protéger son fils. Après avoir présenté ses excuses à Yukiteru et promis de vivre avec lui après purgé sa peine en prison, il se fait tuer par les hommes d’Eleventh ayant échoué dans sa mission.
Dans le troisième monde, il vit heureux avec sa femme et son fils.